# Saison 7 de Ninjago
 (mai 2018).
Si vous disposez d'ouvrages ou d'articles de référence ou si vous connaissez des sites web de qualité traitant du thème abordé ici, merci de compléter l'article en donnant les références utiles à sa vérifiabilité et en les liant à la section « Notes et références ».
Chronologie
Saison 6 Saison 8
Cet article présente le guide des épisodes de la septième saison de la série télévisée d'animation américaine Ninjago. Elle se nomme Les Mains du Temps,  The Hands of Time en anglais. Elle est diffusée du 15 mai 2017 au 26 mai 2017 sur Cartoon Network, en France elle est diffusée du 12 juin 2017 au 23 juin 2017 sur France 3. La saison est diffusée à 17h30 sur Cartoon Network aux États-Unis et en France à 21h05 sur France 3. Elle fut la dernière saison inédite diffusée sur France 3.

## Épisodes

### Épisode 1:Les Mains du Temps
- États-Unis : 15 mai 2017 sur Cartoon Network
- France : 12 juin 2017 sur France 3

### Épisode 2:L'Éclosion
- États-Unis : 16 mai 2017 sur Cartoon Network
- France : 13 juin 2017 sur France 3

### Épisode 3:Un temps de traîtres
- États-Unis : 17 mai 2017 sur Cartoon Network
- France : 14 juin 2017 sur France 3

### Épisode 4:Les Pilleurs
- États-Unis : 18 mai 2017 sur Cartoon Network
- France : 15 juin 2017 sur France 3

### Épisode 5:La Lame du temps
- États-Unis : 19 mai 2017 sur Cartoon Network
- France : 16 juin 2017 sur France 3

### Épisode 6:L'Attaque
- États-Unis : 22 mai 2017 sur Cartoon Network
- France : 19 juin 2017 sur France 3

### Épisode 7:Secrets dévoilés
- États-Unis : 23 mai 2017 sur Cartoon Network
- France : 20 juin 2017 sur France 3

### Épisode 8:Quand le temps s'arrête…
- États-Unis : 24 mai 2017 sur Cartoon Network
- France : 21 juin 2017 sur France 3

### Épisode 9:Le Feu et l'eau
- États-Unis : 25 mai 2017 sur Cartoon Network
- France : 22 juin 2017 sur France 3

### Épisode 10:Perdus dans le temps
- États-Unis : 26 mai 2017 sur Cartoon Network
- France : 23 juin 2017 sur France 3